# Carrer Major (Poboleda)
El Carrer Major és una via pública de Poboleda (Priorat) protegida com a Bé Cultural d'Interès Local.

## Descripció
Sector de la població que mena de la carretera fins al Pla de l'Església i vertebrat pel carrer Major. Dos carrerons sense sortida i dos més que comuniquen amb el carrer del Raval són coneguts pel mateix nom. Empedrat abans amb còdols, avui és cimentat. Aproximadament rectilini, el carrer Major té bones cases, que caldria datar des del segle xviii fins al XIX, amb portes de maó o adovellades. Aquestes cases, aprofitant el pendent del carrer, tenen una galeria adossada a la part posterior, orientada al sud i mirant al riu. Cal destacar les portalades de les cases números 2, 17, 19, 21(1793), 25 (1857), 27 (adovellada) i 31 (1803).

## Història
Cal datar el carrer Major en els primers moments de la població. Les construccions avui existents, datades bàsicament entre els segles xviii i xix, palesen una època de puixança que correspon a l'increment de riquesa i demogràfia experimentat en aquell període.